# Farfantepenaeus aztecus
Farfantepenaeus aztecus es una especie de crustáceo decápodo marino perteneciente a la familia Penaeidae que se distribuye alrededor de la costa este de Estados Unidos y en México. Es una especie comercial muy importante para Estados Unidos. La FAO lo reconoce comúnmente con el nombre de camarón marrón del norte, otros nombres comunes en los Estados Unidos son camarón marrón, camarón dorado, camarón rojo o camarón de cola roja.

## Distribución
Farfantepenaeus aztecus se localiza a lo largo de la costa atlántica estadounidense desde Massachusetts hasta Texas y en México se encuentra desde Tamaulipas hasta Campeche. Viven a profundiadades de entre 4-160 metros con las densidades poblacionales más altas entre los 27-54 metros en costas fangosas o con barro, en aguas turbias o entre conchas rotas. Los especímenes más jóvenes se encuentran en los estuarios mientras que los adultos viven en los mares.

## Descripción
Las hembras alcanzan un tamaño de hasta 236 mm y los machos 195 mm.

## Pesca

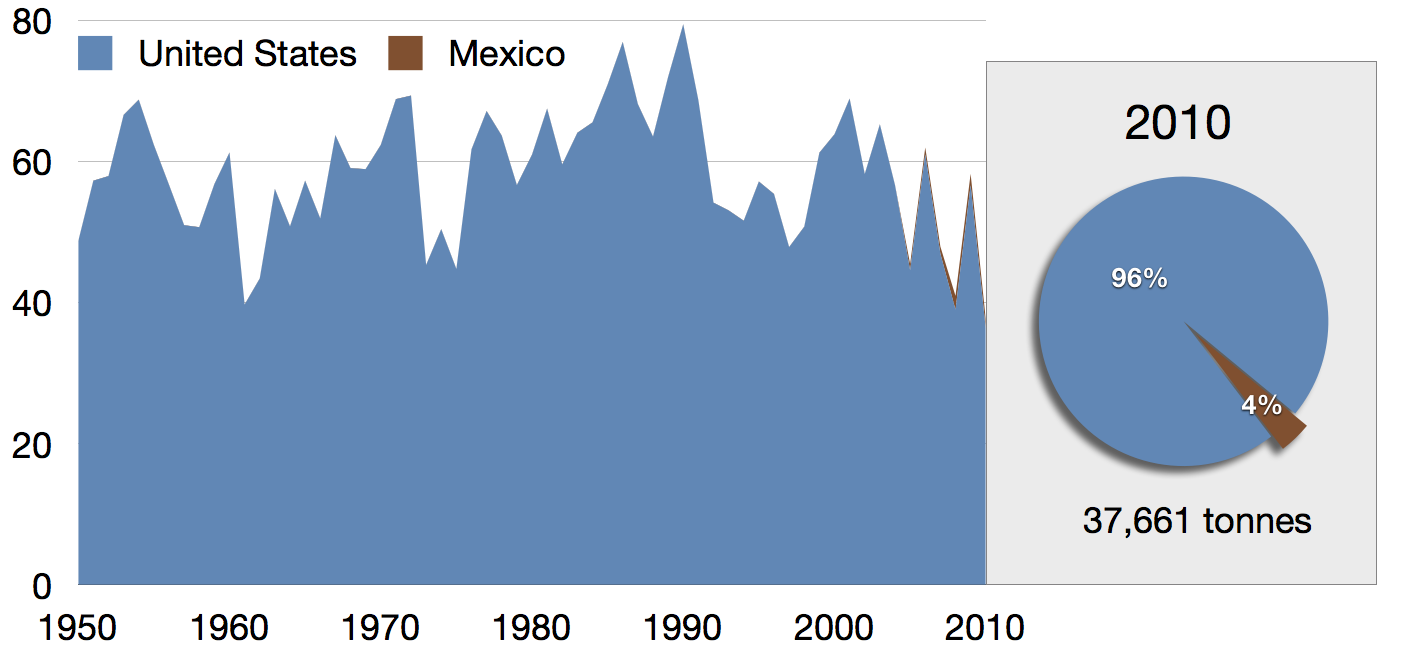
Captura global de Farfantepenaeus aztecus en miles de toneladas según datos de FAO, 1950–2010

En los Estados Unidos se capturaron 80,000,000 toneladas de F. aztecus en 2010, de las cuales más de la mitad provinieron del estado de Texas.

## Taxonomía
Farfantepenaeus aztecus fue descrito por primera vez por J.E. Ives en un artículo publicado en el Proceedings of the Academy of Natural Sciences of Philadelphia en 1891 como una variación de Penæus brasiliensis (ahora Farfantepenaeus brasiliensis). En sus análisis estudió el tipo local de Veracruz de la costa del Golfo de México. Distinguió esta nueva especie midiendo los extremos del flagelo antenal, que tenían entre 7 y 10 veces la longitud del caparazón. Consecuentemente se consideró a P. aztecus como una nueva especie; cuando Rudolf Burukovsky estableció el subgénero Farfantepenaeus incluyó al P. aztecus entre las especies de este subgénero. Posteriormente, Farfantepenaeus aumento de categoría taxonómica a género con el trabajo de Isabel Pérez Farfante y Brian Kensley, dándole el nombre actual de la especie Farfantepenaeus aztecus.